# Debra Hill
Debra Hill, född 10 november 1950 i Haddonfield, New Jersey, död 7 mars 2005 i Los Angeles, Kalifornien, var en amerikansk filmproducent och manusförfattare.
Hills genombrott kom 1978 då hon, tillsammans med John Carpenter, skrev och producerade en av tidernas mest framgångsrika skräckfilmer, Alla helgons blodiga natt. Därefter skrev hon och producerade en lång rad framgångsrika filmer och kom att bli en av de mest inflytelserika kvinnorna i Hollywood.

## Filmografi (urval)
- 2006 – World Trade Center (produktion)
- 1996 – Flykten från L.A. (manus och produktion)
- 1991 – Fisher King (produktion)
- 1983 – Dead Zone (produktion)
- 1982 – Alla helgons blodiga natt 3 (produktion)
- 1981 – Alla helgons blodiga natt 2 (manus och produktion)
- 1981 – Flykten från New York (produktion)
- 1980 – Dimman (manus och produktion)
- 1978 – Alla helgons blodiga natt (manus och produktion)